# 韓瑛
韓瑛（?—?），直隸顺天府通州人，清朝政治人物、进士出身。
康熙三十九年，登进士，改庶吉士，授贵州瓮安知县。